# Azinhal (Almeida)
Azinhal is een plaats (freguesia) in de Portugese gemeente Almeida en telt 82 inwoners (2001).